# 긴꼬리문둥이박쥐
긴꼬리문둥이박쥐 또는 긴꼬리집박쥐(Eptesicus hottentotus)는 애기박쥐과에 속하는 박쥐의 일종이다. 과들루프의 섬에서만 발견된다. 케냐와 레소토, 말라위, 모잠비크, 나미비아, 남아프리카공화국, 잠비아 그리고 짐바브웨에서 발견된다. 건조한 사바나와 습윤 사바나 지역, 아열대 또는 열대 기후 지역의 건조 관목지대와 지중해서 관목 식생 지대, 암반 지역 그리고 동굴 지대에서 서식한다.